# キャメロン・ベアストウ
キャメロン・ベアストウ  (Cameron David Bairstow 1990年12月7日 - ) は、オーストラリア・クイーンズランド州ブリスベン出身の元プロバスケットボール選手。元オーストラリア代表。

## 来歴
ブリスベンの高校を卒業後、ベアストウはNBA選手を目指す為に渡米し、ニューメキシコ大学に留学。トニー・スネルらとプレーし、4年生時の2013-14シーズンは平均20.4得点7.4リバウンドを記録。前シーズンから大きく数字を伸ばしたのが功を奏し、2014年のNBAドラフトではシカゴ・ブルズから49位で指名され、同年7月のNBAサマーリーグ後にブルズと3年契約を結んだ。
2016年6月17日、デトロイト・ピストンズに放出され、7月8日に解雇。同月18日にオーストラリア国内リーグのブリスベン・ブレッツと契約した。
2022年8月23日、現役引退を表明した。

## オーストラリア代表
2009年からユース世代の代表に招集され、2013年にフル代表テビュー。2014年FIBAバスケットボール・ワールドカップにも出場した。